# Gare de Vecoux
La gare de Vecoux était une gare ferroviaire française de la ligne d'Épinal à Bussang, située sur le territoire de la commune de Vecoux, dans le département des Vosges en Lorraine.
Elle est mise en service en 1879 par la Compagnie des chemins de fer de l'Est et fermée, avant 1993, par la Société nationale des chemins de fer français (SNCF). Un service de cars TER Lorraine dessert la commune.

## Situation ferroviaire
Établie à 404 mètres d'altitude, la gare de Vecoux était située au point kilométrique (PK) 32,791 de la ligne d'Épinal à Bussang, entre les gares de Remiremont et de Hielle (fermée), sur la section déclassée de Remiremont à Bussang.

## Histoire
La section de ligne, entre Remiremont (gare ouverte la plus proche) et l'ancien terminus de Bussang, déclassée le 15 novembre 1993 du PK 27,607 au PK 60,302 (ancienne extrémité), est déferrée et devenue la voie verte des Hautes-Vosges.

## Service des voyageurs
Il n'y a plus de desserte ferroviaire, la gare la plus proche est Remiremont. Un service de cars TER Lorraine (ligne 8 : Remiremont - Bussang) dessert la commune.